# Жупинешть (Горж)
Жупинешть, Жупинешті (рум. Jupânești) — село у повіті Горж в Румунії. Входить до складу комуни Жупинешть.
Село розташоване на відстані 209 км на захід від Бухареста, 24 км на південний схід від Тиргу-Жіу, 68 км на північ від Крайови.

## Населення
За даними перепису населення 2002 року у селі проживали 720 осіб, усі — румуни. Усі жителі села рідною мовою назвали румунську.